# Tour de Dubai 2016
El Tour de Dubai 2016 va ser la tercera edició del Tour de Dubai. La cursa es disputà en quatre etapes entre el 3 i el 6 de febrer de 2016 i formava part de l'UCI Àsia Tour 2016, amb una categoria 2.HC.
La cursa va ser guanyada per l'alemany Marcel Kittel (Etixx-Quick Step), gràcies a les bonificacions obtingudes en els seus dos triomfs d'etapa. Kittel també guanyà la classificació per punts. L'acompanyaren al podi l'italià Giacomo Nizzolo (Trek-Segafredo) i l'espanyol Juan José Lobato (Movistar Team). Soufiane Haddi (Skydive Dubai Pro Cycling) fou el millor jove i Marcin Białobłocki (ONE Pro Cycling) el millor en les metes volants.

## Equips participants
Els 16 equips participants foren:
- 10 equips World Tour: Astana Qazaqstan Team, BMC Racing Team, Dimension Data, Etixx-Quick Step, Team Giant-Alpecin, Lampre-Merida, Movistar Team, Team Sky, Team Tinkoff, Trek-Segafredo
- 3 equips continentals professionals: CCC Sprandi Polkowice, ONE Pro Cycling, Team Novo Nordisk
- 3 equip continental: WIGGINS, Skydive Dubai Pro Cycling, Al Nasr Pro Cycling Team

## Etapes
| Etapa    | Data     | Ciutats d'etapa  | type              | Distància (km) | Vencedor de l'etapa        | Líder de la general |
| -------- | -------- | ---------------- | ----------------- | -------------- | -------------------------- | ------------------- |
| 1a etapa | 3 de feb | Dubai – Fujairah | etapa plana       | 173            | Marcel Kittel              | Marcel Kittel       |
| 2a etapa | 4 de feb | Dubai – Dubai    | etapa plana       | 183            | Elia Viviani               | Elia Viviani        |
| 3a etapa | 5 de feb | Dubai – Hatta    | etapa accidentada | 172            | Juan José Lobato del Valle | Giacomo Nizzolo     |
| 4a etapa | 6 de feb | Dubai – Dubai    | etapa plana       | 137            | Marcel Kittel              | Marcel Kittel       |

## Classificació final
|    | Ciclista                 | Equip                     | Temps       |
| -- | ------------------------ | ------------------------- | ----------- |
| 1  | Marcel Kittel (Alemanya) | Etixx-Quick Step          | 14h 46' 54" |
| 2  | Giacomo Nizzolo (ITA)    | Trek-Segafredo            | + 4"        |
| 3  | Juan José Lobato (ESP)   | Movistar Team             | + 6"        |
| 4  | Silvan Dillier (SUI)     | BMC Racing Team           | + 16"       |
| 5  | Gorka Izagirre (ESP)     | Movistar Team             | + 23"       |
| 6  | Philippe Gilbert (BEL)   | BMC Racing Team           | + 23"       |
| 7  | Fabian Cancellara (SUI)  | Trek-Segafredo            | + 25"       |
| 8  | Daniele Bennati (ITA)    | Team Tinkoff              | + 28"       |
| 9  | Davide Rebellin (ITA)    | CCC Sprandi Polkowice     | + 28"       |
| 10 | Soufiane Haddi (MAR)     | Skydive Dubai Pro Cycling | + 29"       |

## Evolució de les classificacions
| Etapa | Vencedor         | Classificació general | Classificació per punts | Classificació metes volants | Classificació dels joves |
| ----- | ---------------- | --------------------- | ----------------------- | --------------------------- | ------------------------ |
| 1     | Marcel Kittel    | Marcel Kittel         | Marcel Kittel           | Soufiane Haddi              | Soufiane Haddi           |
| 2     | Elia Viviani     | Elia Viviani          | Elia Viviani            | Marcin Białobłocki          | Soufiane Haddi           |
| 3     | Juan José Lobato | Giacomo Nizzolo       | Giacomo Nizzolo         | Marcin Białobłocki          | Soufiane Haddi           |
| 4     | Marcel Kittel    | Marcel Kittel         | Marcel Kittel           | Marcin Białobłocki          | Soufiane Haddi           |
| Final | Final            | Marcel Kittel         | Marcel Kittel           | Marcin Białobłocki          | Soufiane Haddi           |